# Mystacides khasicus
Mystacides khasicus är en nattsländeart som beskrevs av Douglas E. Kimmins 1963. Mystacides khasicus ingår i släktet Mystacides och familjen långhornssländor. Inga underarter finns listade i Catalogue of Life.